# Водоливник
Водоливник, среща се и гаргойл (на английски: gargoyle; на френски: gargouille; на латински: gula – „гърло“) в архитектурата е каменна декоративна скулптура за отвеждане на вода с гротескно изображение на фантастично същество. Характерни са най-вече за готиката.

## Предназначение
Предназначението им е да отвеждат стичащата се от покрива на сградата дъждовна вода (най-често през отвор в гърлото) встрани от основите. Гаргойлите или водоливниците не са фигури с чисто декоративно предназначение, за разлика от статуи или други архитектурни елементи, изобразяващи фантастични същества като т. нар. „hunkey punks“. Гаргойлите са характерен белег на готическите постройки, но се срещат често като елемент в сгради от викторианската епоха, в частност в неоготически строежи.

## Значение на образите
Вероятно готическите водоливници, изобразяващи фантастични същества, както и декоративните hunkey punks имат апотропейна функция, тоест самите създатели на скулптурите са вярвали, че подобни изображения имат способността да отблъскват зли сили.
По-късно, през ранния Ренесанс, тези суеверия започват да бъдат осмивани.

## Галерия
- Водоливник от катедралата „Сент Юрбен“ в Троа (Шампан)
- Водоливник от катедралата в Паленсия,
Кастилия
- Железен гаргойл от Вавелския замък в Краков
- Водоливник с форма на крокодил, Синтра, Португалия
- Испано-мавритански водоливник в Жирона, Каталония
- Водоливник от катедралата в Лепин (L'Épine). Благочестив персонаж
- Водоливник от кметството на в Ерфурт, Тюрингия
- Декоративни гаргойли Крайслер Билдинг, Ню Йорк